# Urdens
Urdens é uma comuna francesa na região administrativa de Occitânia, no departamento de Gers. Estende-se por uma área de 7,77 km². Em 2010 a comuna tinha 300 habitantes (densidade: 38,6 hab./km²).